# 아흐메드 무사
아흐메드 무사(영어: Ahmed Musa, 1992년 10월 14일 ~ )는 나이지리아의 축구 선수로, 튀르키예 쉬페르리그 클럽 시바스스포르와 나이지리아 국가대표팀에서 공격수와 레프트 윙어로 활약하고 있다.
무사는 2014년 FIFA 월드컵에서 아르헨티나를 상대로 두 골을 넣은 후 FIFA 월드컵 경기에서 두 번 이상 득점한 최초의 나이지리아인이 되었다. 무사는 또한 2018년 FIFA 월드컵 조별 리그에서 아이슬란드를 상대로 두 번 득점한 후 두 번의 FIFA 월드컵 경기에서 득점한 최초의 나이지리아인이다. 108경기에 출전한 그는 2021년 11월 이후 나이지리아에서 가장 많이 출전한 선수이다. 무사는 2019년 사우디 프로페셔널리그와 사우디 슈퍼컵에서 모두 우승한 알나스르의 일원이었다.

## 구단 경력

### CSKA 모스크바
2012년 1월 7일, 무사는 러시아의 CSKA 모스크바와 비공개 이적료에 계약을 체결했다.
2014년 9월 17일, 그는 AS 로마와의 UEFA 챔피언스리그 원정 경기에서 82분에 만회골을 기록했다. 2015년 6월 1일, 무사는 CSKA와 2018-19 시즌이 끝날 때까지 4년 계약을 체결했다. 그는 러시아 프리미어리그 2015-16 시즌을 5번째로 높은 득점자로 마쳤고, 유럽의 상위 7개 리그에서 지난 두 시즌 동안 두 자릿수 득점을 기록한 23세 이하의 선수 중 한 명이 되었다.

### 레스터 시티
2016년 7월 8일, 무사는 1,660만 파운드의 클럽 기록으로 레스터 시티로 이적했다. 그는 바르셀로나와의 2016 인터내셔널 챔피언스 컵 친선 경기에서 첫 골을 넣었고, 이 골은 4-2로 패배했다. 그는 2016년 8월 13일, 클럽의 첫 날 헐 시티와의 경기에서 프리미어리그 데뷔 전을 치렀다. 그는 2016년 10월 22일 크리스털 팰리스와의 경기에서 첫 프리미어리그 골을 넣었다.
2017년 1월까지, 무사는 경기당 평균 0.5개의 키 패스, 0.3개의 크로스, 1.2개의 성공적인 드리블을 기록하며, 아직 구단에 도움을 등록하지 못했다.

### 알나스르
2018년 8월 4일, 무사는 영구 계약으로 사우디아라비아의 알나스르로 이적했다. 2020년 10월, 알나스르는 무사가 떠난다고 발표했다. 프리미어리그의 웨스트브로미치 앨비언이 2020-21 시즌 1월 이적 시장에서 아흐메드 무사의 이적을 완료할 것으로 예상된다고 보도되었다.

## 국가대표팀 경력
2010년 4월 라르스 라예르베크 감독 체제에서 그는 베냉을 상대로 골을 넣은 2010년 WAFU 네이션스컵에서 나이지리아 팀의 승리를 도운 후 2010년 남아프리카 공화국에서 열린 2010년 FIFA 월드컵에 앞서 나이지리아 축구 국가대표팀 캠프에 소집되었다. 부르키나파소와의 같은 대회에서 무사의 연장전 끝에 골은 나이지리아를 아베오쿠타에서 열린 대회 결승전으로 몰아넣었다. 그러나 그는 발목 부상으로 나이지리아 국가대표팀의 30인 월드컵 명단에서 제외되었다.
2010년 8월 5일, 17세의 나이로, 무사는 마다가스카르와의 2012년 아프리카 네이션스컵 예선 전에서 나이지리아 시니어팀으로 데뷔하였고, 그곳에서 존 오비 미켈와 교체되어 2-0 승리를 거두었다. 무사는 2011년 3월 케냐와의 친선 경기에서 나이지리아 국가대표팀에서 첫 골을 넣었다.

## 수상

### 나이지리아
- WAFU 네이션스컵 : 우승 (2010)
- 아프리카 네이션스컵 : 우승 (2013)

### 개인
- 2018년 FIFA 월드컵 맨 오브 더 매치 : vs. 아이슬란드 (조별 리그)